# Calais (Maine)
Pour les articles homonymes, voir Calais (homonymie).
Calais (en anglais [ˈkælɪs]) est une ville située dans l’État américain du Maine, dans le comté de Washington.

## Géographie
Calais se trouve sur la rive droite de la rivière Sainte-Croix, sur la frontière canado-américaine, en face de la commune canadienne de Saint-Stephen dans le Comté de Charlotte (Nouveau-Brunswick).

## Histoire
Calais est restée durant des milliers d'années habitée par des peuples autochtones, les Passamaquoddys, un peuple algonquien. La rivière Saint-Croix et sa région est explorées par le Français Samuel de Champlain, il passe un hiver sur l'île Sainte-Croix en 1604. Le premier colonel de la région est Daniel Hill, arrivé en 1779 pendant la Guerre révolutionnaire. Avec d'autres colons, il construit la première scierie en 1782. Le 27 juin 1789, le Tribunal général du Massachusetts vend le canton à Thomas Waterman pour 19 ¢ l'acre (environ 2,30 $ l'acre en dollars de 2006). La colonie vivait de l'agriculture, de la chasse et de la construction navale.
Le 16 juin 1809, plantation numéro 5 est nommé Calais en l'honneur de l'assistance française pendant la Révolution américaine. La rivière a fourni au moulin une énergie hydraulique pour l'industrie, des scieries, des moulins et quatre moulins à grains. Il y avait des fonderies, des ateliers d'usinage, des travaux en granit, des usines de chaussures et une tannerie.
Le premier chemin de fer est construit dans l'état du Maine, le chemin de fer de Calais, incorporé par la législature de l'État le 17 février 1832. Il est construit pour transporter du bois d'un moulin sur la rivière St. Croix au Nouveau-Brunswick, à 3 km de Calais en 1835.
La ville a été nommée en hommage à la ville de Calais, France, après la guerre d'indépendance des États-Unis.

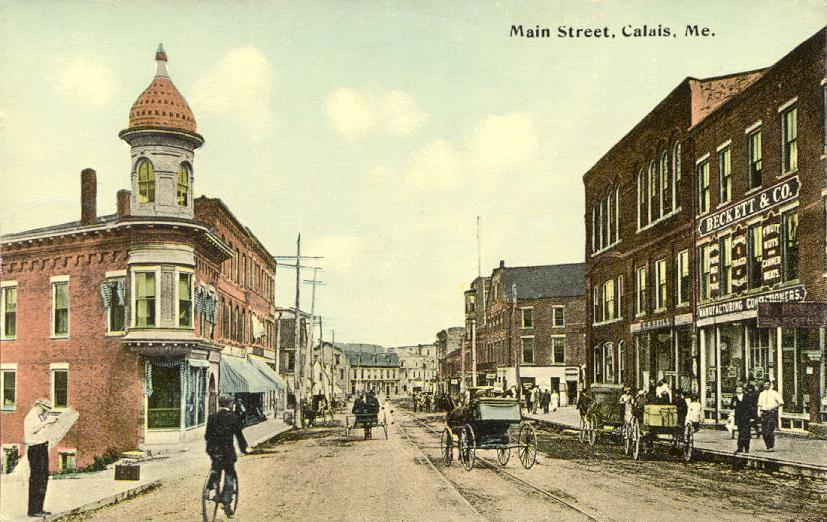
La rue principale en 1913
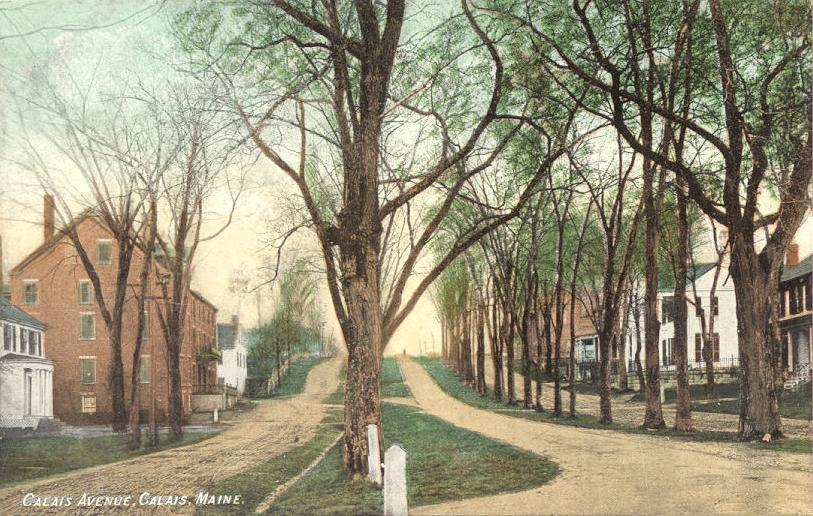
L'Avenue de Calais en 1905
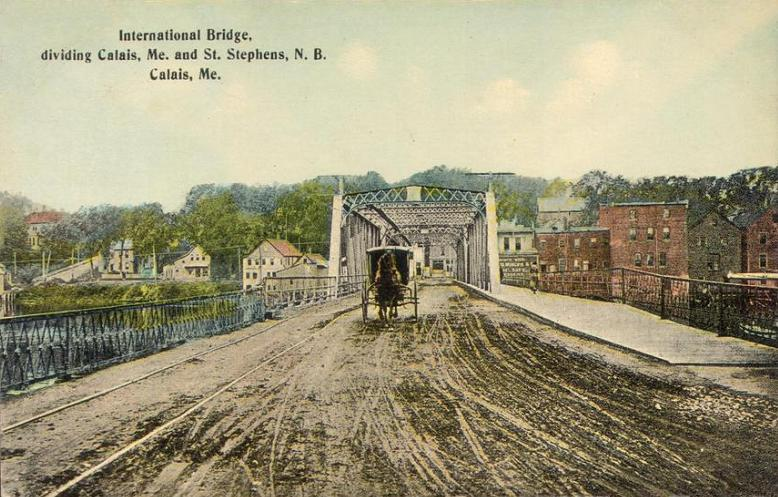
Le pont international en 1913
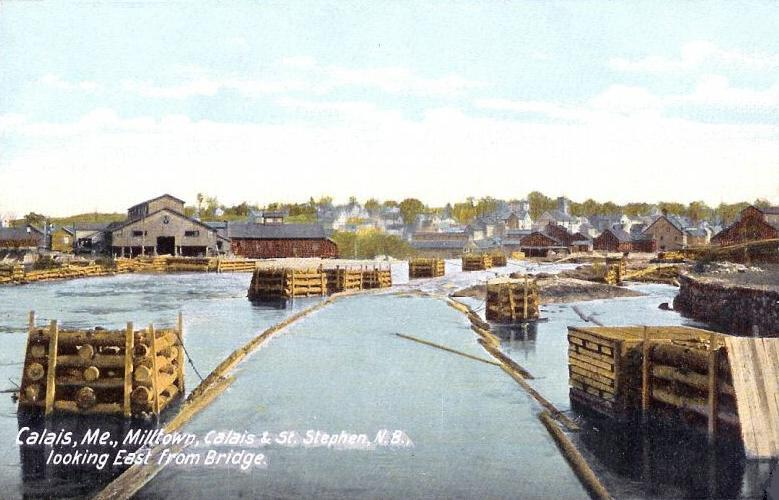
Lon pont en 1908

## Personnalités liées à la ville
- Thomas J. D. Fuller, politique
- Roger Lyndon, mathématicien